# Cruzada dos Pastores de 1320

Cruzada dos Pastores, iluminura do século XV

A Cruzada dos Pastores de 1320 foi um movimento semelhante à Cruzada dos Pastores de 1251.
No início de 1320, um pastor adolescente que residia na Normandia (norte da França) afirmou ter sido visitado pelo Espírito Santo, que o instruiu a lutar contra os mouros na Península Ibérica. Esse pastor conseguiu reunir um bom número de seguidores que começaram a marchar em direção à Paris, onde chegaram no dia 3 de maio, para pedir ao Rei Filipe V que os liderasse em uma expedição para lutar os contra os mouros na Península Ibérica, entretanto, o Rei Felipe V se recusou a apoiar o movimento.
A recusa do apoio do Rei Felipe V não deteve o movimento, que, ainda em Paris, libertou os prisioneiros no Grand Châtelet de Paris para que se juntassem ao movimento e marcharam para o sul, em direção à região da Aquitânia.
No caminho, atacaram castelos, funcionários reais, sacerdotes e leprosos. Seus alvos preferenciais eram os judeus, que foram atacados em Saintes, Verdun-sur-Garonne, Cahors, Albi e Toulouse, onde chegaram em 12 de junho.
O Papa João XXII, em Avinhão, deu ordens para detê-los.
Em julho, eles cruzaram os Pirenéus e chegaram ao Reino de Aragão, apesar da proibição do Rei Jaime II de Aragão, que temia que seus ataques aos judeus se repetissem em seu Reino. Nesse contexto, Jaime II ordenou que todos os nobres para garantissem que os judeus fossem mantidos em segurança.
Além de ataques contra judeus, também foram feitos ataques contra agotes.
Pouco tempo depois de cruzar os Pirenéus, devido à repressão exercida pelos nobres do Reino de Aragão e de outras regiões, muitos dos integrantes foram mortos, presos ou decidiram retornar para casa, o que levou a uma dispersão do movimento   .